# My Spring Days
My Spring Days (en hangul, 내 생애 봄날; romanización revisada, Nae Saengae Bomnal) es una serie de televisión surcoreana transmitida entre el 10 de septiembre hasta el 30 de octubre de 2014 por MBC. Fue protagonizada por Kam Woo-sung y Sooyoung de Girls' Generation.

## Argumento
Lee Bom Yi (Choi Soo Young), que en su momento fue una enferma terminal, obtiene una segunda oportunidad para vivir, tras recibir un trasplante de corazón. Iniciando una nueva vida, Bom Yi conoce al empresario ganadero Kang Dong Ha (Kam Woo Sung), que es viudo con dos hijos, él perdió a su esposa a un accidente. Bom Yi con el paso del tiempo se enamora de Dong Ha, sin saber que su corazón, fue de la esposa de Dong Ha.

## Reparto

### Personajes principales
- Kam Woo Sung como Kang Dong Ha.
- Choi Soo Young como Lee Bom Yi.
- Lee Joon Hyuk como Kang Dong Wook.
- Jang Shin Young como Bae Ji Won.

### Personajes secundarios
- Shim Hye Jin como Jo Myung Hee.
- Kwon Hae Hyo como Lee Hyuk Soo.[3]
- Lee Ki Young como Song Byung Gil.
- Ga Deuk Hee como Joo Se Na.
- Hyun Seung Min como Kang Poo Reum.
- Gil Jung Woo como Kang Ba Da.
- Min Ji Ah como Yoon Soo Jung.
- Lee Jae Won como Park Hyung Woo.
- Kang Boo Ja como Na Hyun Soon.
- Jo Yang Ja como Choi Bok Hee.
- Jang Won Young como Jo Gil Dong.
- Hwang Geum Hee.

## Banda sonora
| Track listing |                                           |                |          |  |
| N.º           | Título                                    | Artista        | Duración |  |
| 1.            | «내 생애 봄날» (Nae Saeng Bomnal)         | SVA            | 0:38     |  |
| 2.            | «Sometimes»                               | Kim Tae Hyun   | 4:01     |  |
| 3.            | «I Believe»                               | GAIN           | 3:27     |  |
| 4.            | «I Will»                                  | Kam Woo Sung   | 3:19     |  |
| 5.            | «바람꽃» (Baramkkot)                      | Choi Soo Young | 3:29     |  |
| 6.            | «그댄 누군가요» (Geudaen Nugungayo)       | Parc Jae Jung  | 3:40     |  |
| 7.            | «봄이 올까요» (Bomi Olggayo)              | 2lson, Din Din | 3:33     |  |
| 8.            | «있잖아 널 사랑해»                        | Joonil Jung    | 3:47     |  |
| 9.            | «눈물비» (Nunmulbi)                       | JL             | 3:13     |  |
| 10.           | «I Will Acoustic Ver.»                    | Kam Woo Sung   | 3:18     |  |
| 11.           | «Sometimes Acoustic Ver.»                 | Kim Tae Hyun   | 4:03     |  |
| 12.           | «I Will Piano Ver.»                       | Shin Ji Ho     | 3:35     |  |
| 13.           | «따뜻한 봄날» (Ddaddeuthan Bomnal)        | SVA            | 3:22     |  |
| 14.           | «그 곳에 가면» (Geu Gote Gamyeon)         | SVA            | 3:36     |  |
| 15.           | «With You»                                | SVA            | 3:32     |  |
| 16.           | «우리 언젠가» (Uri Eonjenga)              | SVA            | 3:28     |  |
| 17.           | «기억 속 우도» (Gieok Sok Udo)            | SVA            | 3:40     |  |
| 18.           | «함께 걸어요» (Hamgge Geoleoyo)           | SVA            | 3:19     |  |
| 19.           | «Warm Hands»                              | SVA            | 3:44     |  |
| 20.           | «마음으로 바라보다» (Maeumeuro Baraboda)  | SVA            | 3:54     |  |
| 21.           | «푸른 바다» (Poreum Bada)                 | SVA            | 2:52     |  |
| 22.           | «기억같은 시간들» (Gieokgateun Sigandeul) | SVA            | 2:51     |  |

## Recepción

### Audiencia
En azul la audiencia más baja y en rojo la más alta, correspondientes a las empresas medidoras TNms y AGB Nielsen.
| Ep. #    | Fecha de estreno         | Share        | Share        | Share       | Share       |
| Ep. #    | Fecha de estreno         | TNmS Ratings | TNmS Ratings | AGB Nielsen | AGB Nielsen |
| Ep. #    | Fecha de estreno         | Nacional     | Seúl         | Nacional    | Seúl        |
| -------- | ------------------------ | ------------ | ------------ | ----------- | ----------- |
| 1        | 10 de septiembre de 2014 | 7.5 %        | 8.8 %        | 8.1 %       | 9.8 %       |
| 2        | 11 de septiembre de 2014 | 8.3 %        | 10.7 %       | 8.7 %       | 10.4 %      |
| 3        | 17 de septiembre de 2014 | 8.2 %        | 10.4 %       | 9.5 %       | 10.5 %      |
| 4        | 18 de septiembre de 2014 | 8.1 %        | 10.3 %       | 11.1 %      | 13.3 %      |
| 5        | 24 de septiembre de 2014 | 8.7 %        | 11.4 %       | 9.3 %       | 10.0 %      |
| 6        | 25 de septiembre de 2014 | 7.7 %        | 10.3 %       | 9.2 %       | 11.0 %      |
| 7        | 1 de octubre de 2014     | 7.8 %        | 11.0 %       | 8.3 %       | 9.5 %       |
| 8        | 2 de octubre de 2014     | 6.3 %        | 8.5 %        | 8.8 %       | 10.1 %      |
| 9        | 8 de octubre de 2014     | 7.6 %        | 10.0 %       | 9.1 %       | 10.3 %      |
| 10       | 9 de octubre de 2014     | 7.7 %        | 10.7 %       | 8.3 %       | 9.3 %       |
| 11       | 15 de octubre de 2014    | 8.3 %        | 11.4 %       | 8.6 %       | 10.0 %      |
| 12       | 16 de octubre de 2014    | 7.5 %        | 9.5 %        | 8.5 %       | 9.4 %       |
| 13       | 22 de octubre de 2014    | 9.3 %        | 11.8 %       | 10.6 %      | 12.2 %      |
| 14       | 23 de octubre de 2014    | 8.9 %        | 12.2 %       | 9.6 %       | 11.2 %      |
| 15       | 29 de octubre de 2014    | 8.3 %        | 11.3 %       | 8.7 %       | 9.9 %       |
| 16       | 30 de octubre de 2014    | 8.1 %        | 10.8 %       | 10.0 %      | 11.1 %      |
| Promedio | Promedio                 | 8.0 %        | 10.6 %       | 9.2 %       | 10.5 %      |

### Premios y nominaciones
| Año  | Premio                 | Categoría                                           | Nominado        | Resultado |
| ---- | ---------------------- | --------------------------------------------------- | --------------- | --------- |
| 2014 | MBC Drama Awards       | Premio a la alta excelencia, actor en una miniserie | Kam Woo Sung    | Nominado  |
| 2014 | MBC Drama Awards       | Premio a la excelencia, actriz en una miniserie     | Choi Soo Young  | Ganador   |
| 2014 | MBC Drama Awards       | Premio a la excelencia, actriz en una miniserie     | Jang Shin Young | Nominado  |
| 2014 | MBC Drama Awards       | Mejor nueva actriz                                  | Choi Soo Young  | Nominado  |
| 2015 | 8th Korea Drama Awards | Premio a la excelencia, actriz                      | Choi Soo Young  | Ganador   |

## Emisión internacional
- Filipinas: GMA News TV.
- Hong Kong: TVB Korean Drama.
- Myanmar: Skynet International Drama.
- Tailandia: Channel 9.
- Taiwán: Videoland Drama,